# Lammassaari (ö i Lappland, Norra Lappland, lat 68,88, long 27,34)
Lammassaari är en ö i Finland. Den ligger i sjön Enare träsk och i kommunen Enare i den ekonomiska regionen Norra Lappland och landskapet Lappland, i den norra delen av landet, 1 000 km norr om huvudstaden Helsingfors. Öns area är 2,9 hektar och dess största längd är 390 meter i öst-västlig riktning.